# Champions Series de Patinação Artística no Gelo de 1996–97
O Champions Series de Patinação Artística no Gelo de 1996–97 foi a segunda temporada do Champions Series ISU, uma série de competições de patinação artística no gelo disputada na temporada 1996–97. São distribuídas medalhas em quatro disciplinas, individual masculino e individual feminino, duplas e dança no gelo. Os patinadores ganham pontos com base na sua posição em cada evento e os seis primeiros de cada disciplina são qualificados para competir na final do Champions Series, realizada em Hamilton, Canadá.
A competição foi organizada pela União Internacional de Patinação (em inglês:  International Skating Union), a série Grand Prix começou em 31 de outubro de 1996 e continuaram até 2 março de 1997.

## Calendário
| #     | Evento                               | Localização                     | Data                                |
| ----- | ------------------------------------ | ------------------------------- | ----------------------------------- |
| 1     | Skate America de 1996                | Springfield, MA, Estados Unidos | 31 de outubro–3 de novembro de 1996 |
| 2     | Skate Canada International de 1996   | Kitchener, ON, Canadá           | 7–10 de novembro de 1996            |
| 3     | Trophée Lalique de 1996              | Paris, França                   | 15–17 de novembro de 1996           |
| 4     | Nations Cup de 1996                  | Gelsenkirchen, Alemanha         | 21–23 de novembro de 1996           |
| 5     | NHK Trophy de 1996                   | Osaka, Japão                    | 5–8 de dezembro de 1996             |
| 6     | Cup of Russia de 1996                | São Petersburgo, Rússia         | 12–15 de dezembro de 1996           |
| Final | Final do Champions Series de 1996–97 | Hamilton, ON, Canadá            | 28 de fevereiro–2 de março de 1997  |

## Medalhistas

### Skate America
| Evento                        | Ouro                                         | Prata                                       | Bronze                                               | Ref   |
| Individual masculino detalhes | Todd Eldredge · Estados Unidos               | Alexei Urmanov · Rússia                     | Alexei Yagudin · Rússia                              | [ 1 ] |
| Individual feminino detalhes  | Michelle Kwan · Estados Unidos               | Tonia Kwiatkowski · Estados Unidos          | Sydne Vogel · Estados Unidos                         | [ 1 ] |
| Duplas detalhes               | Oksana Kazakova · Artur Dmitriev · Rússia    | Shelby Lyons · Brian Wells · Estados Unidos | Stephanie Stiegler · John Zimmerman · Estados Unidos | [ 1 ] |
| Dança no gelo detalhes        | Anjelika Krylova · Oleg Ovsiannikov · Rússia | Irina Lobacheva · Ilia Averbukh · Rússia    | Sophie Moniotte · Pascal Lavanchy · França           | [ 1 ] |

### Skate Canada International
| Evento                        | Ouro                                      | Prata                                       | Bronze                                           | Ref   |
| Individual masculino detalhes | Elvis Stojko · Canadá                     | Ilia Kulik · Rússia                         | Scott Davis · Estados Unidos                     | [ 2 ] |
| Individual feminino detalhes  | Irina Slutskaya · Rússia                  | Tara Lipinski · Estados Unidos              | Lucinda Ruh · Suíça                              | [ 2 ] |
| Duplas detalhes               | Mandy Wötzel · Ingo Steuer · Alemanha     | Marina Eltsova · Andrei Bushkov · Rússia    | Kyoko Ina · Jason Dungjen · Estados Unidos       | [ 2 ] |
| Dança no gelo detalhes        | Shae-Lynn Bourne · Victor Kraatz · Canadá | Marina Anissina · Gwendal Peizerat · França | Barbara Fusar-Poli · Maurizio Margaglio · Itália | [ 2 ] |

### Trophée Lalique
| Evento                        | Ouro                                        | Prata                                               | Bronze                                        | Ref   |
| Individual masculino detalhes | Todd Eldredge · Estados Unidos              | Viacheslav Zagorodniuk · Ucrânia                    | Michael Weiss · Estados Unidos                | [ 3 ] |
| Individual feminino detalhes  | Michelle Kwan · Estados Unidos              | Maria Butyrskaya · Rússia                           | Tara Lipinski · Estados Unidos                | [ 3 ] |
| Duplas detalhes               | Oksana Kazakova · Artur Dmitriev · Rússia   | Jenni Meno · Todd Sand · Estados Unidos             | Elena Bereznaia · Anton Sikharulidze · Rússia | [ 3 ] |
| Dança no gelo detalhes        | Marina Anissina · Gwendal Peizerat · França | Elizabeth Punsalan · Jerod Swallow · Estados Unidos | Irina Romanova · Igor Yaroshenko · Ucrânia    | [ 3 ] |

### Nations Cup
| Evento                        | Ouro                                         | Prata                                     | Bronze                                     | Ref   |
| Individual masculino detalhes | Alexei Urmanov · Rússia                      | Dmitri Dmitrenko · Ucrânia                | Alexei Yagudin · Rússia                    | [ 4 ] |
| Individual feminino detalhes  | Irina Slutskaya · Rússia                     | Tara Lipinski · Estados Unidos            | Vanessa Gusmeroli · França                 | [ 4 ] |
| Duplas detalhes               | Mandy Wötzel · Ingo Steuer · Alemanha        | Marina Eltsova · Andrei Bushkov · Rússia  | Kyoko Ina · Jason Dungjen · Estados Unidos | [ 4 ] |
| Dança no gelo detalhes        | Anjelika Krylova · Oleg Ovsyannikov · Rússia | Shae-Lynn Bourne · Viktor Kraatz · Canadá | Sophie Moniotte · Pascal Lavanchy · França | [ 4 ] |

### NHK Trophy
| Evento                        | Ouro                                       | Prata                                       | Bronze                                     | Ref   |
| Individual masculino detalhes | Elvis Stojko · Canadá                      | Ilia Kulik · Rússia                         | Dmitri Dmitrenko · Ucrânia                 | [ 5 ] |
| Individual feminino detalhes  | Maria Butyrskaya · Rússia                  | Tonia Kwiatkowski · Estados Unidos          | Yulia Vorobieva · Azerbaijão               | [ 5 ] |
| Duplas detalhes               | Jenni Meno · Todd Sand · Estados Unidos    | Evgenia Shishkova · Vadim Naumov · Rússia   | Kyoko Ina · Jason Dungjen · Estados Unidos | [ 5 ] |
| Dança no gelo detalhes        | Sophie Moniotte · Pascal Lavanchy · França | Marina Anissina · Gwendal Peizerat · França | Irina Romanova · Igor Yaroshenko · Ucrânia | [ 5 ] |

### Cup of Russia
| Evento                        | Ouro                                         | Prata                                    | Bronze                                              | Ref   |
| Individual masculino detalhes | Alexei Urmanov · Rússia                      | Alexei Yagudin · Rússia                  | Michael Weiss · Estados Unidos                      | [ 6 ] |
| Individual feminino detalhes  | Irina Slutskaya · Rússia                     | Julia Lautowa · Áustria                  | Olga Markova · Rússia                               | [ 6 ] |
| Duplas detalhes               | Mandy Wötzel · Ingo Steuer · Alemanha        | Marina Eltsova · Andrei Bushkov · Rússia | Oksana Kazakova · Artur Dmitriev · Rússia           | [ 6 ] |
| Dança no gelo detalhes        | Anjelika Krylova · Oleg Ovsiannikov · Rússia | Irina Lobacheva · Ilia Averbukh · Rússia | Elizabeth Punsalan · Jerod Swallow · Estados Unidos | [ 6 ] |

### Final do Champions Series
| Evento                        | Ouro                                      | Prata                                        | Bronze                                      | Ref   |
| Individual masculino detalhes | Elvis Stojko · Canadá                     | Todd Eldredge · Estados Unidos               | Alexei Urmanov · Rússia                     | [ 7 ] |
| Individual feminino detalhes  | Tara Lipinski · Estados Unidos            | Michelle Kwan · Estados Unidos               | Irina Slutskaya · Rússia                    | [ 7 ] |
| Duplas detalhes               | Mandy Wötzel · Ingo Steuer · Alemanha     | Oksana Kazakova · Artur Dmitriev · Rússia    | Marina Eltsova · Andrei Bushkov · Rússia    | [ 7 ] |
| Dança no gelo detalhes        | Shae-Lynn Bourne · Viktor Kraatz · Canadá | Anjelika Krylova · Oleg Ovsyannikov · Rússia | Marina Anissina · Gwendal Peizerat · França | [ 7 ] |